# Ironus helveticus
Ironus helveticus is een rondwormensoort uit de familie van de Ironidae. De wetenschappelijke naam van de soort is voor het eerst geldig gepubliceerd in 1911 door Daday.